# Pame (volk)
De Pame  (Pame: xigüe) zijn een indiaans volk woonachtig in de Sierra Gorida in de staten San Luis Potosí en Querétaro in Mexico. Er leven 12.572 Pame in Mexico.
De Pame werden gerekend onder de Chichimeken, maar waren volgens Spaanse koloniale bronnen minder oorlogszuchtig dan de andere Chichimeekse volkeren. In de 18e eeuw leerde de Spaanse missionaris Junípero Serra de taal van de Pame en bekeerde het volk tot het katholicisme.